# Tickety Toc
A Tickety Toc 2012 és 2015 között vetített dél-koreai televíziós 3D-s számítógépes animációs sorozat, amelyet Gil Hoon Jung alkotott és rendezett. Dél-Koreában az EBS vetítette, Magyarországon pedig a Nickelodeon és az M2 sugározta.

## Az epizódok közös jellemzői
Egy régimódi órakereskedés falán lóg egy különleges óra. Titka az, hogy minden kerek órában  a pontos időt jelző két figura, Tommy és Tallulah  jön ki belőle, zeneszóval.  Mihelyt elhagyják az órát megkezdődnek varázslatos kalandjaik egy mesevilágban. A kalandok végén a figuráknak időre vissza kell térniük az órába. Mihelyt a figurák visszatérnek az óra belsejébe,  ismét jelzik a pontos időt.

## Szereplői
| Szereplő     | Eredeti hang                        | Magyar hang       | Leírás |
| ------------ | ----------------------------------- | ----------------- | --- |
| Tommy        | Koda Gursoy, Toby Ross Ralph        | Straub Martin     | Az egyik főszereplő, barna hajú, kék szemű, csillag mintás ruhájú fiú, a kakukkos formájú óra dobos játékbabája.    |
| Tallulah     | Isabelle Seratch, Ruby Love         | Koller Virág      | A másik főszereplő, vörös hajú, lila szemű, virág mintás ruhájú lány, a kakukkos formájú óra trombitás játékbabája. |
| Vahuhu       | Elly Fairman, Luke Cawley           | Bogdán Gergő      | Ő egy fél kutya és egy fél vonat egyben, aki a szereplőket bárhová szívesen elviszi.                                |
| Megszerel    | Lewis MacLeod, Marc Silk            | Kerekes József    | |
| Csikidi      | Patricia Rodriguez, Katy Wix        | Dögei Éva         | |
| Madame Mooci | Patricia Rodriguez, Felicity Duncan | Farkasinszky Edit | |
| Hoppáré      | Philippa Alexander, David Holt      | Szalay Csongor    | |
| Danivér      | Eric Meyers, Lewis Macleod          | Láng Balázs       | |
| Csibiga      | Larissa Murray, Gemma Harvey        | Molnár Ilona      | |

### Magyar változat
1. magyar változat:
A szinkront az SDI Media Hungary készítette.
2. magyar változat:
A szinkront az MTVA megbízásából a Hang-kép Szinkron Csoport készítette.
- Szerkesztő: Horváth Márta
- Magyar szöveg: Kwaysser Erika
- Hangmérnök és vágó: Illés Nándor
- Gyártásvezető: Masoll Ildikó
- Szinkronrendező: Bárány Emese

## Epizódok

### 1. évad
| #   | Eredeti cím         | Magyar cím           | Eredeti premier | Magyar premier |
| --- | ------------------- | -------------------- | --------------- | -------------- |
| 1.  | Treasure Time       | Kincskeresés         |                 |                |
| 1.  | Hide and Seek Time  | Bújócska             |                 |                |
| 2.  | Birthday Time       | Születésnap          |                 |                |
| 2.  | Giggle Time         | Kacagóra             |                 |                |
| 3.  | Flying Time         | Repülés              |                 |                |
| 3.  | Pirate Time         | Kalózkodás           |                 |                |
| 4.  | Finding Time        | Kutakodás            |                 |                |
| 4.  | Make a Pot Time     | Fazekaskodás         |                 |                |
| 5.  | Package Time        | Fuvarozás            |                 |                |
| 5.  | Bake a Cake Time    | Tortasütés           |                 |                |
| 6.  | Leaf Sweeping Time  | Gereblyézés          |                 |                |
| 6.  | Dress Up Time       | Jelmezesdi           |                 |                |
| 7.  | Photo Time          | Fényképezkedés       |                 |                |
| 7.  | Help a Friend Time  | Segíts egy barátnak! |                 |                |
| 8.  | Model Making Time   | Modellezés           |                 |                |
| 8.  | Spring Chicks Time  | Zöld csibék          |                 |                |
| 9.  | Veggie Time         | Zöldségszüret        |                 |                |
| 9.  | Whackerty Time      | Tiktakballozás       |                 |                |
| 10. | Bubble Time         | Buborékfújás         |                 |                |
| 10. | Fruity Pudding Time | Gyümölcspuding       |                 |                |
| 11. | Jelly Sandwich Time | Lekváros kenyér      |                 |                |
| 11. | Bell Time           | Harangjáték          |                 |                |
| 12. | Bug Time            | Bogarászás           |                 |                |
| 12. | Exercise Time       | Sportoljunk          |                 |                |
| 13. | Measuring Time      | Méricskélés          |                 |                |
| 13. | Camping Time        | Sátorozás            |                 |                |
| 14. | Show Time           | A műsor              |                 |                |
| 14. | Swap Time           | Cserebere            |                 |                |
| 15. | Watermelon Time     | Dinnyét eszünk       |                 |                |
| 15. | Mystery Time        | Nyomozunk            |                 |                |
| 16. | Outer Space Time    | Űrutazás             |                 |                |
| 16. | Painting Time       | Festés               |                 |                |
| 17. | Picnic Time         | Piknikezünk          |                 |                |
| 17. | Stickety Time       | Ragasztgatunk        |                 |                |
| 18. | Race Time           | Versenyezzünk!       |                 |                |
| 18. | Bouncy Time         | Ugrabugra            |                 |                |
| 19. | Tune Time           | Zenebona             |                 |                |
| 19. | Story Time          | Mesedélután          |                 |                |
| 20. | Doctor Time         | Orvososdi            |                 |                |
| 20. | Bodge Time          | Jelvények            |                 |                |
| 21. | Nature Trail Time   | A kirándulás         |                 |                |
| 21. | Visiting Time       | A látogatás          |                 |                |
| 22. | Tidy Time           | Rendet rakunk        |                 |                |
| 22. | Dancing Time        | Táncolunk            |                 |                |
| 23. | Balloon Time        | Lufit eregetünk      |                 |                |
| 23. | News Time           | Újságot írunk        |                 |                |
| 24. | Play Time           | Játék                |                 |                |
| 24. | Bath Time           | Fürdés               |                 |                |
| 25. | Museum Time         | Múzeumlátogatás      |                 |                |
| 25. | Winter Time         | Hótakarítás          |                 |                |
| 26. | Igloo Time          | Iglut építünk        |                 |                |
| 26. | Snow Time           | Havazás              |                 |                |

### 2. évad
1. (Christmas Present Time)
2. Strandolunk (Vacation Time)
3. (Talent Time)
4. A vidámpark / Régiségek (Fun Fair Time / Old Things Time)
5. Dínózunk / Robotozunk (Dino Time / Robot Time)
6. Szerelünk / A viszketőbogár (Fix It Time / Itchy Time)
7. Labdázunk / Tekézünk (Ball Time / Bowling Time)
8. Szuperhősök leszünk / Bűvészkedünk (Superhero Time / Magic Time)
9. Az időjárás-jelentés / Sportolunk (Weather Time / Sports Time)
10. Gokartozunk / Vezetünk (Go Cart Time / Driving Time)
11. (Easter Egg Time / Easter Parade Time)
12. (Solve a Mystery Time / Training Time)
13. A rémségek órája / Adj vagy kapsz! (Spooky Time / Trick or Treat Time)